# デジタル保存
図書館情報学およびアーカイブズ学において、デジタル保存（デジタルほぞん）とは、継続的な価値をもつデジタル情報が長期的にアクセスでき利用可能であることを保証する公式なプロセスのことをいう。それは計画の策定、資源の配分、保存手段・技術の適用を含み、媒体の損傷や技術の変化といった諸課題がどのようなものであれ、デジタル化されたコンテンツやもともとデジタル形式で作成された「ボーンデジタル」コンテンツへのアクセス機会を保証するための方針・戦略・活動を組み合わせたものである。デジタル保存の目標は、真正なコンテンツを長期にわたり精確に表示・生成（レンダリング）することである。
米国図書館協会の一部門である「図書館コレクション・テクニカルサービス部会」（2020年に新たな部会 Core: Leadership, Infrastructure, Futures に統合）の保存・デジタル化セクションでは、デジタル保存について「長期的にデジタルコンテンツへのアクセス機会を保証するための方針・戦略・活動」を組み合わせたものと定義していた。専門用語辞典 Harrod's Librarians' Glossary and Reference Book によれば、デジタル保存とは、技術進化によりもとのハードウェアやソフトウェアの仕様が旧式化しても対象となるデジタル資料が利用可能な状態を維持する手法のことをいう。
デジタルメディアの寿命は相対的に短いためデジタル保存の必要性が生じる。広く用いられているハードディスクドライブは、スピンドルモーターの損傷などのさまざまな理由から数年で使えなくなりえ、フラッシュメモリ（SSD・携帯電話・USBフラッシュドライブ上のものや、SD・マイクロSD・コンパクトフラッシュなどのメモリカード内のもの）は、保管時の温度や寿命内に書き込まれたデータ量にもよるが、最後に利用されてから一年ほどでデータが損失し始めかねない。現在、保存用のアーカイバルディスクと呼ばれるものも利用できるが、耐用年数は50年ほどにすぎず、かつ、ソニーとパナソニックという日本企業2社により販売されている、プロプライエタリなフォーマットである。M-DISC はDVDベースのフォーマットで、1,000年間データを保持可能と謳われているが、書き込みには特殊な光ディスクドライブが必要で、格納されたデータを読み出す際にも一般的なものでなくなりつつある光ディスクドライブが欠かせないことに加えて、このフォーマットの開発会社（Millenniata社）はすでに破産している。LTOテープに保管されたデータは、古いテープが新しいテープドライブでは読めないため、定期的にマイグレーションを行う必要がある。RAID構成のディスクアレイを導入すれば1台のハードディスクドライブの故障に対応できるが、あるディスクアレイのドライブと別のディスクアレイのドライブとが混在しないように注意しなければならない。

## 基本原理

### 評価選別
アーカイブズ的な（つまり保存を目的とした）評価選別（ないし選択）とは、対象記録類の永続的価値を見極めることにより、保存すべき記録やその他資料を特定するプロセスのことを指す。こうした決定をするには通常、いくつかの要素が考慮される。選択された諸々の記録を残すということが、ひとかたまりの記録群ないしフォンド (アーカイブズ)に対する研究者らのとらえ方を形づくることになるため、このプロセスは困難かつ重要なものとなる。InterPARES 2プロジェクトで作成された保存連鎖モデル（Chain of Preservation model）では、項目A4.2として評価選別が整理されている。このような評価選別は、適正な市場価値を見極める金銭的な査定とは異なる。
評価選別は一度きりの場合もあれば、受入・処理の諸段階でなされる場合もありうる。高次のレベルで記録の機能分析を行うマクロ評価選別は、受入対象とすべきものを見極めるために、記録の受入前に実施されることもあるだろう。記録の処理中により詳細かつ反復的な評価選別の作業がなされることもありうる。
評価選別はデジタル形式のものに限らず、すべての保存対象資料に対してなされる。従来、アナログ形式の記録の場合は評価選別後にその記録が保持されることになっていたわけだが、デジタルの文脈では、ストレージにかかるコストが低下するとともに、情報密度が低い記録群からも研究者らが価値を見出せるような高度のディスカバリツールを利用できるようになったことが主要因となり、より多くの記録を保持するのが望ましいのではないか、という指摘がなされてきた 。アナログの文脈では、そうした記録は廃棄されるか、あるいは代表的なサンプルのみが保管されることになるかもしれない。しかし、資料の選択・評価・優先付けは、組織が責任をもってそのような資料群全体を管理できるかどうかという点を考慮に入れたうえで、慎重に検討されなければならない。
往々にして図書館は、そしてそれほどではないにせよアーカイブズも、デジタルにせよアナログにせよ、異なる形式で同じ資料を扱わざるをえない場合がある。そうした機関では、コンテンツの長期保存にとってもっとも好ましいと思われる形式のものが選択されやすい。米国議会図書館は、長期保存に適切なフォーマットの推奨リストを作成している。このようなリストは、たとえば出版社から資料を直接図書館へ法定納入する場合などに参照される。

### 識別（識別子および記述メタデータ）
デジタル保存およびコレクション管理においては、識別子を付与し、精確な記述メタデータを記すことで、対象となるオブジェクトが発見・識別しやすくなる。識別子とはオブジェクトや記録（レコード）を参照するために用いられるユニークなラベルのことで、通常、数字や数値・文字からなる記号列として表される。データベースのレコードやインベントリに含まれるメタデータの重要な要素として、識別子は、オブジェクトとその諸々のインスタンスを区別するために、その他の記述メタデータとともに利用される。
記述メタデータとは、タイトルや作成者、主題、日付など、オブジェクトの内容に関する情報のことを指している。オブジェクトを記述するための要素を決める際には、メタデータスキーマを導入するのがよい。デジタルオブジェクトに関する記述メタデータが網羅的であればあるほど、オブジェクトへアクセスできなくなるリスクを減らすことにつながる。
ファイルを識別する別手段としては、ファイル名にもとづくものが一般的である。コレクションに含まれたオブジェクトの一貫性と、それらの効率的な発見・検索を維持管理するうえで、ファイル命名プロトコルを実装することが欠かせない。それは特に、アナログメディアをデジタル化する際に適用できる。（短いファイル名の命名規則である）8.3形式やWarez標準ファイル名などのファイル命名規則を用いることで、他のシステムとの互換性を担保し、データの移行が容易になる。また、記述的なファイル名（説明的なことばや数字が含まれている）と非記述的なファイル名（ランダムに生成された数字であることが多い）のどちらを採用するかは、一般的に、対象コレクションの規模・範囲によって決まる。だがファイル名は意味論的な識別には向いていない。なぜなら、ファイル名というものはシステム上のある特定ロケーションを示す可変的なラベルにすぎず、ビット列のレベルでデジタルファイルに何の変更を加えなくても、ファイル名自体は修正できてしまうからである。

### 完全性
デジタル保存の要である「データ完全性」とは、対象となるデータが「本質的な点すべてにおいて完全であり、かつ変更されていないこと」が保証されている状態を指す。完全性を維持するために設計されたプログラムは、「データが意図されたとおりに正しく記録されていることを担保し、のちに検索した際に、そのデータが最初に記録された時と同じであることを担保する」ことを目的とする。
データに対する意図せぬ変更は避けられるべきであって、そうした変更を検知し、適切な判断にもとづき対応できるように、しっかりした戦略が導入されるべきである。しかしデジタル保存の取り組みでは、十分に練られた手順やよくまとめられた方針にもとづき、コンテンツやメタデータに修正が必要となる場合もありうる。組織ないし個人は、コンテンツの完全性を確認済みのもとの版、および／または適切な保存メタデータを含む修正版を保持することを選択するかもしれない。データ完全性を担保しなければならない点は、修正時の状態を維持し、意図せぬ変更を避けなければならない以上、修正版についても当てはまることである。
記録（レコード）の完全性は、ビット列レベルでの保存、固定性の検証、対象記録に関してなされた保存行為の全履歴を取得することを介して担保される。こうした戦略により、不正または偶発的な変更から当該記録を保護することが可能になる。

#### 固定性
ファイルの固定性とは、デジタルファイルが固定されている、または変更されていないことを示す付帯情報である。ファイルの固定性チェックとは、対象となるファイルが以前の状態から変わっていない、または変更されていないことを検証するプロセスのことをいう。この作業は、チェックサムの生成・検証・管理によりなされることが多い。
チェックサムは個々のファイルレベルで固定性を監視する際の主要な手段となるが、固定性を監視するうえで考慮すべき別の点はファイルの存在確認である。チェックサムではファイルが変わっていないかどうかを確認するのに対して、ファイルの存在確認とは、対象コレクション内のファイルが新たに生成、削除、移動していないかどうかを特定するものである。ファイルの存在確認に関する履歴・報告は、デジタルコレクション管理および固定性の基本要素となる。

### 特性評価
デジタル資料の特性評価とは、対象となるファイルがどのようなものであるかという点とその技術的特性——技術メタデータで表されることが多い——を識別・記述することである。技術メタデータでは生成ないし制作環境のような技術的属性が記録される。

### 持続可能性
デジタル形式のものが持続可能かどうかという論点には、デジタル情報の寿命に関連したさまざまな問題や懸念が含まれる。従来型の一時的な戦略やより永続的なソリューションと異なり、デジタルの持続可能性とは、より積極的かつ継続的なプロセスにならざるをえないことを意味する。このような意味でのデジタル持続可能性においては、ソリューションや技術というより、相互運用性、継続的なメンテナンスや開発に関心が向き、柔軟なインフラ構築や柔軟なアプローチというものが重宝されることになる 。デジタル持続可能性の考えでは、将来的なアクセス可能性や利用可能性を促進するような活動を現在という時点に組み込む。デジタル保存に必要となる継続的な管理作業は、何世紀にもわたって地域社会が維持してきた「アフィントンの白馬」と呼ばれるヒルフィギュアや伊勢神宮などの成功例と重なるものがある。

#### 表示・生成可能性
表示・生成可能性（レンダリング可能かどうか）は、デジタルオブジェクトが本来もつ主要な特性を維持したまま、継続的に利用・アクセスできることを意味する。

#### 物理媒体の旧式化
物理媒体の旧式化は、デジタルコンテンツへアクセスする際にもはや製造／保守／サポートされていない外部依存要素を要す場合に生じる。たとえば、DLTテープはかつてバックアップおよびデータ保存用に使われていたが、もはや利用されていない。

#### フォーマットの旧式化
ファイルフォーマットの旧式化は、新しい符号化フォーマットが採用されたことにより既存フォーマットが利用されなくなったり、関連する表示ツールが容易には利用できなくなってしまった場合に発生する可能性がある。
ファイルフォーマットに関する取り組みは保存機関によってさまざまだろうが、長期的な利用の実現を目指すのであれば、選択されるファイルフォーマットが「オープンかつ標準で、プロプライエタリなものでなく、十分に確立されたもの」であるのが望ましいと、この領域ではおおむね考えられている。持続可能なファイルフォーマットを選択する際にまず考慮すべき点としては、情報開示、普及状況、透明性、関連文書の整備状況、外部依存性、特許の影響、技術的保護手段などがあげられる。持続可能なファイルフォーマットを選択するうえで考慮すべき別の点としては、「フォーマットの寿命・成熟度、専門家コミュニティにおける採用状況、関連標準での言及、閲覧ソフトウェアの長期的な利用可能性」などがあげられる。たとえばスミソニアン協会のアーカイブズでは、非圧縮のTIFFが「技術的に成熟していて、さまざまなコミュニティで広く普及しており、文書化も十分になされている点から、ボーンデジタル画像およびデジタル化画像の保存フォーマットとして適している」とみなされている。
あるソフトウェアベンダー独自のプロプライエタリなフォーマットは旧式化しやすい。UnicodeやJPEGのようなよく使われる標準は将来も読める可能性が高い。

#### 主要な特性
主要な特性とは「デジタルオブジェクトの見た目、動き、品質、ユーザビリティに影響を与える本質的な属性」や「デジタルオブジェクトがアクセス可能かつ有意味なものであり続けられるために保存されなければならない本質的な属性」のことをいう。
「デジタル保存のベストプラクティスとなるアプローチを確立するには、デジタルオブジェクトの主要特性を適切に理解することが重要となる。それにより、評価および選択（デジタルオブジェクトに関するどの特性が保存に値するものかどうかを選んでいくプロセス）がやりやすくなる。保存メタデータの開発やさまざまな保存戦略の評価にも有用で、保存コミュニティにおける共通標準を今後策定していくうえでも役立つ」。

### 真正性
アナログ形式のものであろうとデジタル形式のものであろうと、アーカイブズでは、もともと受領したものを信頼に足る形で提示できるように記録を維持管理することが目指されている。真正性とは「記録としての記録の信頼性、つまり、記録の内容どおりでのものであるという、また、改ざんされておらず破損していないという記録の品質のこと」として定義されてきた。真正性を正確性と混同してはいけない。アーカイブズでは、不正確な記録を受け入れる一方でその真正性を保つ場合がありうる。そうした場合、その不正確な記録の内容および意味には変更が生じないことになるだろう。
方針策定・セキュリティ対策・文書化といった手段を組み合わせることにより、アーカイブズで管理される期間、対象となる記録の意味に変更が加えられていないことを担保し、かつその証拠を提示することが可能となる。

### アクセス
デジタル保存は主に将来の意思決定を可能にするための取り組みである。仮にアーカイブズないし図書館が特定の戦略を実行しようとするのであれば、その管理者らが行動を起こすか起こさないかを決定できるように、対象コンテンツおよびそのメタデータは保持され続けなければならない。　

### 保存メタデータ
保存メタデータはデジタル保存を可能にする重要な手段で、デジタルオブジェクトの技術情報、デジタルオブジェクトの構成要素およびそのコンピューティング環境に関する情報、保存プロセスおよび権利関係に関する情報を含む。それにより、組織ないし個人は管理の連鎖過程（chain of custody）や証拠保全のプロセスについて理解が可能となる。PREservation Metadata: Implementation Strategies (保存メタデータ) (PREMIS) は大半のリポジトリ関連機関で必要な核となる保存メタデータを定めた実装可能なデファクト標準である。PREMISにはその使用に関するガイドラインおよび推奨事項が含まれており、コミュニティで共有された語彙が開発されている。

## 知的基盤

### 報告書Preserving Digital Information(1996年)
デジタル情報を長期保存するうえでの諸課題については長年にわたり保存コミュニティで議論がなされてきた。1994年12月、米国の研究図書館グループ（Research Libraries Group: RLG）と保存・アクセス委員会（Commission on Preservation and Access）は、デジタルレコードの長期保存とそれらへの継続的なアクセスを担保するために必要な事項を調査することを主目的として、デジタル情報保存タスクフォースを設置した。このタスクフォースにより公開された最終報告書Preserving Digital Information (1996) は、核となる概念・要件・課題をまとめており、デジタル保存の領域で基本文献となった。
同タスクフォースは、デジタルアーカイブズについて、デジタル情報の長期的な保管とそれらへのアクセス機会の保証に責任をもつ国家規模のシステム開発を提言していた。さらに同タスクフォースは、信頼に足るデジタルリポジトリの概念を提示し、その役割・責任を定義するとともに、デジタル情報の完全性に関する5つの要素（内容、固定性、参照、出所来歴、文脈）を示した。それら要素はのちに、OAIS参照モデル（後述）における保存記述情報の定義に組み込まれた。また同タスクフォースではデジタルアーカイブズの重要な機能としてマイグレーションを定義している。報告書で概説された概念および提言は、その後の研究およびデジタル保存関連事業の基礎を築いた。

### OAIS参照モデル
デジタル保存の取り組みを標準化し、保存計画を実施するうえでの推奨事項を示すために Open Archival Information System (OAIS) 参照モデルが策定され、2012年に公開された。OAISはデジタルオブジェクトに関するライフサイクルの技術的側面すべて（受入、保管、データ管理、運用統括、アクセス、保存計画）に関係している。このモデルはメタデータについても扱っており、参照（識別）情報、出所来歴（保存履歴を含む）、文脈、固定性（真正性の指標）、表現（フォーマット、ファイル構造、「オブジェクトのビットストリームに意味を与えるもの」）という5種類のメタデータをデジタルオブジェクトに付与することが推奨されている。

### 信頼に足るデジタルリポジトリモデル（Trusted Digital Repository Model）
2000年3月、研究図書館グループ（RLG) とOnline Computer Library Center (OCLC) は、OAIS参照モデルという当時新たに策定された国際標準をベースにして、そしてそのモデルを統合する形で研究機関のデジタルリポジトリに必要な諸属性を示すため、共同研究を開始した。2002年にRLGとOCLCは報告書「信頼に足るリポジトリ：属性および責務（Trusted Digital Repositories: Attributes and Responsibilities: TDR）」を公表した。この文書でいうTDRとは、「現在においても将来においても、管理対象のデジタル資源に指定コミュニティが信頼できる形で長期的にアクセスできるようにすることを使命とするもの」のことをいう。TDRは次の7つの属性をもたなければならない。OAIS参照モデルへの準拠、管理責任、組織の存続可能性、財務上の持続可能性、技術・手順面での適切性、システムセキュリティ、説明責任。信頼に足るデジタルリポジトリモデルでは、これら諸属性間の関係が整理されている。この報告書ではまた、デジタルリポジトリ認証制度および協力ネットワークモデルの構築、知的財産権に関する知見の共有について提言がなされていた。
2004年、ヘンリー・グラッドニーは「信頼に足るデジタルオブジェクト（Trustworthy Digital Objects: TDOs）」を生成するという、デジタルオブジェクトの保存に関してこれまでにない別アプローチを提案した。TDOとは、デジタルオブジェクトの使用履歴や変更履歴を記録すれば未来の利用者が対象オブジェクトの内容が妥当なものであることを検証できるという意味合いから、それ自体で真正性を証明可能なデジタルオブジェクトのことをいう。

### InterPARES
International Research on Permanent Authentic Records in Electronic Systems (InterPARES) はブリティッシュコロンビア大学が主導した共同研究プロジェクトで、真正なデジタル記録の長期保存に関する諸問題を解決することに焦点が当てられた。この研究プロジェクトには、北米、欧州、アジア、オーストラリアからさまざまな機関のグループが参加し、デジタル記録の信用性・信頼性・精確さを長期にわたり保証するのに必要な戦略・標準・方針・手順を基礎づける理論および手法を開発することが目的として掲げられた。
アーカイブズ学のルチアナ・デュランチ教授の指揮のもと、このプロジェクトは1999年に開始され、2001年まで実施された第1フェーズ（InterPARES 1）では、政府機関の大規模データベースやドキュメント管理システムで生成・管理される非現用記録の真正性に関する諸要件の整理に焦点が当てられた。InterPARES 2（2002〜2007年）では、記録のライフサイクル全体を通しての信頼性・精確さ・真正性の問題に焦点が当てられ、芸術・科学や電子政府における諸活動の過程という動的な環境で生み出される記録が検討対象とされた。第3段階の5ヵ年プロジェクト（InterPARES 3）は2007年に開始された。その目的は、InterPARESやその他の関連調査プロジェクトで培われた理論的・方法論的知識を活かし、中小規模のアーカイブズ機関を対象とした、真正な記録を長期保存する際のガイドライン、行動計画、研修プログラムを開発することとされた。

## 諸課題
社会的な遺産とされるものはこれまで、石、ベラム（皮紙）、竹、絹、紙などのさまざまな素材で存在してきた。現在では大量の情報がデジタル形式で存在しており、たとえば電子メール、ブログ、ソーシャルネットワーキングサービスのウェブサイト、国政選挙のウェブサイト、ウェブ上の写真アルバム、時の経過とともに内容が変化するウェブサイトなどがあげられる 。デジタルメディアにより、コンテンツを作成し、それを最新の状態に保つことは容易になったが、同時に、そうしたコンテンツを保存するには技術的な面でも経済的な面でも多くの課題が生じている。
書籍ないし写真のように、利用者がその内容へ直接アクセスできる従来型のアナログオブジェクトと異なり、デジタルオブジェクトの場合はその内容を表示・生成させるためのソフトウェア環境が常に必要となる。そうした環境が急速な速度で進化・変化し続けている以上、デジタルコンテンツへいつかアクセスできなくなってしまう脅威にさらされている 。物理的な記録媒体、データ形式、ハードウェア、ソフトウェアはすべて時の経過とともに旧式化するため、デジタルコンテンツの存続に重大な脅威がもたらされることになる 。このような状況を「デジタルオブソレッセンス （デジタル記録の旧式化）」と表現できるだろう。
ボーンデジタルコンテンツ（例：ウェブサイト、デジタル形式の音声・動画コンテンツ、デジタル形式で作成された写真・アート作品、研究データセット、観測データ）の場合、膨大な量で増え続けていることから、デジタル保存の取り組みにおいて見過ごすことができない「規模の問題」に向き合わざるをえない。急速に技術が変化するということは、そうした技術や機械が時代遅れになったり古くさくなったりしてしまうということであるから、デジタル保存の担当者が仕事を進めるうえで何らかの問題が生じかねない。これは何もめずらしい問題ではなく、常にデジタルアーキビストは将来にどう備えるかという点に悩まされてきた。
デジタルコンテンツを保存するうえでは、その複雑で動的な性質から別の課題とも向き合わざるをえない。たとえば、双方向的なウェブページ、バーチャルリアリティやコンピュータゲームの環境、学習オブジェクト、ソーシャルメディアのウェブサイトなどがあげられる。新たな技術が登場してきた場合、往々にして、そうした特定のデジタル記録媒体を扱った経験は必然的に乏しいのだから、オブジェクトの真正性・固定性・完全性を長期的に維持管理することは非常に困難な作業となる。特定の技術がストレージ容量という点では問題ないことが確認できたとしても、管理対象期間内にそのオブジェクトに一切の変更が生じていないことを保証する措置をしっかりまとめるためには、さまざまなことを考慮せねばならない。
ソフトウェアをデジタルコンテンツとして保存する場合、商用のソフトウェアは通常、コンパイルされたバイナリ形式のみで流通しているため、そのソースコードが入手できないという特有の課題が生じる。ソースコードがなければ、現代型コンピュータのハードウェアやオペレーティングシステム上に適合させる（移植する）ことは不可能であることがほとんどであるため、エミュレータにより、もとのハードウェアおよびソフトウェアが再現されなければならない。ソフトウェア保存で生じうる別の課題は著作権関連である。ソフトウェアがいわゆる孤児作品（アバンダンウェア）となった場合でも、著作権法により、複製防止技術を回避することが禁じられてしまう。米国デジタルミレニアム著作権法では、複製防止技術の回避を許可する例外措置が、「ビンテージソフトウェア」のアーカイブを構築したインターネットアーカイブに対し、それらを保存するための手段として、2003年に3年間の期限付きで承認された。この例外規定は、2006年に更新され、2009年10月27日時点では、「公開されたデジタル著作物を図書館ないしアーカイブズが保存ないしアーカイブする目的で複製する場合については」さらなる規則策定が行われるまで無期限に延長されている。GitHubアーカイブ計画では、GitHubのオープンソースコードはすべて、北極圏世界アーカイブ（Arctic World Archive）の一環として、凍てつくノルウェーのスピッツベルゲン島（スヴァールバル諸島）にあるセキュアな保管庫で管理されており、それらソースコードはQRコードとして保管されている。
デジタルコンテンツの保存と絡むもうひとつの課題は、規模の問題である。作成されたデジタル情報の量とそれに伴う「ファイルフォーマットの種類の急増」によって、適切かつ持続可能な諸資源を備えた信頼に足るデジタルリポジトリを構築することが難しくなってきている。ウェブは「データの氾濫」とも考えられうるものの一例にすぎない。たとえば、米国議会図書館は2006年から2010年の間に1,700億ツイート（計133.2テラバイト）を蓄積しており、各ツイートは50項目からなるメタデータで構成されている。
デジタル保存の経済的な側面も大きな課題である。保存事業を展開していくためには、データの受入・管理・保管にかかるコストや人件費が継続的に必要となることに加え、多額の先行投資が欠かせない。そのような事業における戦略的な重要課題のひとつは、現在から継続的に多大の資金が必要となる一方で、その便益の大部分が将来世代にもたらされるものであるという事実である。

### アーカイビングのレイヤ
アーカイビングに関するさまざまなセキュリティベルを次の3レイヤで表現する場合がある。まず、「ホット（アクセス可能な電子図書館）」と「ウォーム（例：インターネットアーカイブ）」なものはともに電子機器を基盤としているという弱点をもつ。「キャリントンイベント」として知られる19世紀に起きた強力な磁気嵐が再び生じでもしたら、どちらも一掃されてしまうことだろう。北極圏世界アーカイブは「コールド」なもので、ハロゲン化銀でコーティングされた特殊なフィルム（500年以上の寿命をもつとされる）で保管されている。 同アーカイブは5年間隔でスナップショットを取得することが予定されていて、比較すればよりセキュアな形でデータを管理している。

## 戦略
2006年にOCLCはデジタルオブジェクトの長期保存に関する戦略を策定した。次の4点にまとめられる。
- 一般的に使われているプロプライエタリなファイルフォーマットおよびソフトウェアアプリケーションなど、技術的な変数がもたらすコンテンツの損失リスクを評価すること。
- デジタルオブジェクトを評価し、どのような種類のフォーマット変換作業をどのくらい行うべきか、あるいは、どのような種類の保存措置をどのくらい施すべきかを判断すること。
- それぞれのオブジェクトタイプに必要とされる適切なメタデータを見定め、どのようにそのメタデータをオブジェクトと関連づけるかを判断すること。
- コンテンツへのアクセス機会を提供すること[65]。

個人および組織がデジタル情報の損失に対して積極的な対応をとる場合、採用しうる戦略はほかにもある。

### リフレッシング
リフレッシングとは、ビット列レベルで変更が生じないように、あるいはデータに何らの変更も生じさせないように、2つの同じ記録媒体間でデータを移行することを指す。たとえば、古い保存用CDに格納された国勢調査データを新しいCDへ移行することがあげられる。データの読み取りに必要なソフトウェアないしハードウェアがもはや利用できない、あるいは、データのフォーマットを認識できない場合には、この戦略とマイグレーションを組み合わせた対応が必要になるかもしれない。リフレッシングは、物理媒体は劣化するため常に必要となる可能性が高い。

### マイグレーション
マイグレーションとはデータをより新しいシステム環境へ移行することである（Garrett et al., 1996）。これには、あるファイルフォーマットから別のフォーマットへ対象資源を変換すること（例：Microsoft Word から PDF ないし OpenDocument への変換）、あるいはあるオペレーティングシステム（OS）から別の OS へ対象資源を変換する——それにより対象資源が引き続き利用でき、かつ機能する——こと（例：Microsoft Windows から Linux への変換）などが含まれるだろう。デジタル保存で取りうる手法のひとつであるマイグレーションには、長期的な観点からすると、ふたつの重要な問題がある。デジタルオブジェクトはほぼ絶え間なく変化しているため、マイグレーションは真正性に関して疑義を生じさせかねないし、「定期的に監視と介入が必要となる、さまざまな異質なオブジェクトからなる大規模コレクション」の場合には時間とコストがかかることがすでに報告されている。マイグレーションは、外部記録媒体（例：CD、USBフラッシュドライブ、3.5インチフロッピーディスク）上に格納されたデータを保存するうえでは非常に有効な戦略となるだろう。こうした種類の機器は長期利用目的では一般的に推奨されておらず、媒体およびハードウェアの旧式化ないし劣化により、データにアクセスできなくなる可能性がある。

### レプリケーション
ひとつまたはひとつ以上のシステム上にデータの複製を作成することをレプリケーションと呼ぶ。唯一のコピーとして一箇所のみに存在するデータは、ソフトウェアないしハードウェアの障害、意図的ないし偶発的な変更、火災・洪水などの自然災害に対して極めて脆弱である。デジタルデータは、複数箇所で複製がなされた方が生き残る可能性が高まるだろう。複製されたデータは、複数の場所に配置されるため、リフレッシング、マイグレーション、バージョン管理、アクセス制御が困難になる可能性もある。
デジタル保存を理解するということは、デジタル情報がどのように生み出され、再生産されるかを把握するということを意味する。デジタル情報（例：あるファイル）はビット列レベルで精確に複製できるため、データの同一コピーを作成することが可能である。精確な複製ができるからこそ、アーカイブズやおよび図書館は、複数のシステムおよび／または環境をまたいで、データの同一コピーを管理・保存・提供できるようになる。

### エミュレーション
エミュレーションとは、旧式のシステムの機能を複製することである。ファン・デル・フーフェンによれば、「エミュレーションはデジタルオブジェクトに焦点を当てるのではなく、そのオブジェクトが表示・生成（レンダリング）されるハードウェアおよびソフトウェア環境に注目する。エミュレーションは、そのデジタルオブエクトがもともと作成された環境を（再）作成することを目的とする」という。たとえば、別のオペレーティングシステムを複製したり模倣したりすることがあげられる。具体的には、Windowsシステムで Atari 2600 をエミュレートしたり、Macintoshで WordPerfect 1.0 をエミュレートしたりすることなどだ。エミュレータは、アプリケーション、オペレーティングシステム、ハードウェアプラットフォーム向けに構築される場合がある。エミュレーションは、MAMEプロジェクトのように、古いビデオゲームシステムの機能を保持する際に主要な戦略となってきた。万能ソリューションとしてのエミュレーションの実現可能性については、学術コミュニティにおいても議論が交わされてきた（Granger, 2000）。
レイモンド・ロリーは、Universal Virtual Computer (UVC) を使えば、将来、未知のプラットフォーム上でもあらゆるソフトウェアを実行できる可能性を示した。UVCの戦略は、エミュレーションとマイグレーションを組み合わせて利用するものである。この戦略は、デジタル保存コミュニティで広く採用されているとは現状いえない。
図書館におけるデジタル保存目的のエミュレーションを推進してきたジェフ・ローゼンバーグは、オランダの王立図書館・国立公文書館と共同して、Dioscuriと呼ばれるソフトウェアプログラムを開発した。これは、MS-DOS、WordPerfect 5.1、DOSゲームなどを実行できるモジュール型のエミュレータだった。
デジタル保存の一形態であるエミュレーションのほかの例としては、エモリー大学およびサルマン・ラシュディの個人文書があげられる。ラシュディはエモリー大学図書館に古くなったコンピュータを寄贈したが、そのコンピュータは相当古く、図書館はハードディスクからファイルを抽出できなかった。それら個人文書ファイルを取得するため、同図書館では古いソフトウェアシステムをエミュレートすることで、ラシュディの古いコンピュータから必要なデータを取り出すことに成功したという。

### カプセル化
この手法では、保存されたオブジェクトは自己記述的であるのが望ましいとされ、事実上、「コンテンツを解読・理解するために必要なすべての情報とコンテンツをリンクさせる」。機械可読な仕様にもとづきエミュレータ、ビューア、コンバータを将来開発する際に利用可能なすべてのコンポーネント間の関係を示す「コンテナ」ないし「ラッパー」と呼ばれる論理構造を用いることで、対象となるデジタルオブジェクトに関連した諸々のファイルが、そのオブジェクトを解釈する仕方の詳細を備えることになる。カプセル化の手法は通常、長期にわたり使用されないであろうコレクションに適用される。

### 永続的なアーカイブズという概念
米国国立公文書記録管理局の資金提供を受け、サンディエゴ スーパーコンピュータ センターにより開発されたこの手法は、「コレクションを構成するオブジェクトだけでなく、コレクションという組織体をプラットフォームに依存しない形で維持すること」を可能にする、包括的・網羅的なインフラの開発を必要とするものだ。永続的なアーカイブには、デジタルオブジェクトを構成するデータと、デジタル実体の来歴・真正性・構造を規定する文脈が含まれる。それにより、保存システムへの影響を最小限に抑えながら、ハードウェアやソフトウェアのコンポーネントを交換することが可能になる。この手法は、バーチャルデータグリッドにもとづくことができ、かつ、OAIS参照モデル（特に保存用情報パッケージ）に類似している。

### メタデータ付与
メタデータは、作成・アクセス権・制限・保存履歴・権利関係についての情報を含む、デジタルファイルに関するデータのことである。デジタルファイルに付与されたメタデータは、ファイルフォーマットの旧式化により影響を受ける場合がある。ASCIIはメタデータにとってもっとも耐久性のあるフォーマットと考えられている。なぜならそれは広く普及していて、Unicodeと後方互換性があり、数値コードではなく人間が読める文字を用いるためである。ASCIIには情報が含まれるが、それは表示される際の構造情報ではない。より高い機能を求めるなら、SGMLないしXMLを用いるのが望ましい。どちらのマークアップ言語もASCIIフォーマットで保存されるが、構造および形式を表すタグが含まれている。

## 保存リポジトリの監査・認証
デジタル保存リポジトリの監査・認証に関する主要な枠組みを次にいくつか紹介する。より詳細なリストについては、米国の研究図書館協会（CRL）が維持管理している。

### ツールおよび手法の例

#### TRAC
2007年にCRLとOCLCは「信頼に足るリポジトリの監査・認証：基準およびチェックリスト（Trustworthy Repositories Audit & Certification (TRAC): Criteria & Checklist」を公表した。デジタルリポジトリが、デジタルコンテンツを確実に保管・移行・提供できるかどうかを自身で評価できるように必要事項がまとめられた文書である。TRACは、信頼に足るデジタルリポジトリに関する既存の基準およびベストプラクティスにもとづいており、84件の監査・認証基準が、組織基盤、デジタルオブジェクト管理、技術・技術基盤・セキュリティという3つのセクションにまとめられている。
TRACは「デジタルリポジトリの監査、評価、（今後整備される）認証のためのツールを提供するとともに、監査に必要な文書要件を定め、認証プロセスを明確にし、デジタルリポジトリの安定性・持続可能性について判断する際の適切な手法を確立するものである」。
デジタルキュレーションセンターと DigitalPreservationEurope は2007年にデジタルリポジトリのリスク評価を行う手法・ツールキットである DRAMBORA (Digital Repository Audit Method Based On Risk Assessment) を発表した。このツールにより、リポジトリは機関内での評価（自己評価）を実施することも、そうした作業をアウトソースすることもできるようになる。
DRAMBORAの作業プロセスは6段階で構成され、リポジトリの責務の定義、資産基盤の特性把握、リスクの同定、リポジトリに対するリスクの発生確率と潜在的影響の評価に重点が置かれている。その監査者には、リポジトリの役割・目的・方針・活動・資産を記述し文書化することが求められる。これは、そうした活動・資産に関連したリスクを特定・評価し、適切な管理手段を定義するためである。

#### 欧州デジタルリポジトリ監査・認証フレームワーク
欧州連合（EU）の研究・技術開発フレームワークは、2010年7月に宇宙データシステム諮問委員会 (CCSDS)、Data Seal of Approval（現在は CoreTrustSeal）、ドイツ規格協会 (DIN) 、「信頼に足るアーカイブズ：認証」作業部会の間で署名された覚書において定義された。
この枠組みは、信頼に足るデジタルリポジトリとして適切な認証をえられるように、組織を支援することを意図してつくられたもので、求められるレベルが次の3段階で設定されている。
1. 基本認証：Data Seal of Approval (DSA) の16基準を用いて自己評価するもの
2. 拡張認証：基本認証に加えて、ISO 16363 ないし DIN 31644 の要求事項にもとづく自己評価結果を外部監査するもの
3. 正式認証：ISO 16363 ないし DIN 31644 にもとづく第三者機関による公式監査で自己認証の妥当性を検証するもの

#### nestorの基準カタログ
ドイツの連邦教育研究省の助成によるプロジェクト nestor(the Network of Expertise in Long-Term Storage of Digital Resources [デジタル資源の長期保存に関する専門家ネットワーク]) では2004年に、信頼されるデジタルリポジトリの基準カタログが作成された。2008年にはこの文書の第2版が公表された。このカタログは、主にドイツの文化遺産および高等教育機関を対象としたもので、信頼に足る長期のデジタルリポジトリを計画・実装・自己評価するためのガイドラインが定められている。
この nestor 基準カタログはOAIS参照モデルの用語に準拠しており、組織的枠組み、オブジェクト管理、インフラおよびセキュリティに関連したトピックを扱う3セクションから構成されている。

#### PLANETSプロジェクト
2002年、欧州連合（EU）の研究・技術開発フレームワークプログラム6の一環である PLANETS (Preservation and Long-term Access through Networked Services ) プロジェクトは、デジタル保存の核となる課題に取り組むものであった。PLANETSの主な目標は、デジタル形式の文化・科学資産への長期的アクセスを保証できるような実用サービスおよびツールを構築することであった。PLANETSプロジェクトは2010年5月31日に終了している。このプロジェクトの成果は、後続組織であるオープンプラネット財団によって維持されることになった。2014年10月7日、オープンプラネット財団は、組織の現在の方向性に沿うよう、オープン保存財団（Open Preservation Foundation）に改名することを発表した。

#### PLATTER
PLATTER (Planning Tool for Trusted Electronic Repositories) は、DigitalPreservationEurope (DPE)が公開した計画管理ツールで、デジタルリポジトリがステークホルダーからの信頼をえるために、自ら定めた目標および優先事項を特定する際に役立てられる。
PLATTERは、DRAMBORA、nestor、TRAC を保管するツールとして使用されていることが意図されている。PLATTERは信頼されるリポジトリのための10個の基本原則にもとづいており、次の9つの戦略的目標計画を定義している。具体的には、コンテンツの受入、保存、提供、財務、人員配置、後継者育成計画、技術インフラ、データ・メタデータ使用、災害計画である。このツールによりリポジトリは監査に必要な文書を策定・管理することができるようになる。

#### ISO 16363
宇宙データシステム諮問委員会（CCSDS）によって、「信頼に足るデジタルリポジトリの監査・認証」の体系が整備され、2012年2月15日に国際規格 ISO 16363 として発行された。この標準は、OAIS参照モデルを拡張したもので、主にTRACチェックリストにもとづいており、そして、あらゆる種類のデジタルリポジトリ向けに設計されている。デジタルリポジトリの信頼性を評価するための詳細な仕様が規定されている。
CCSDSリポジトリ監査・認証作業部会はまた、ISO 16363 で規定されたリポジトリ監査・認証を行う組織の運用要件を定義するため、ふたつ目の標準を策定・提出した。この標準は ISO 16919（信頼に足るデジタルリポジトリ候補の監査および認証を行う機関に対する要件）として2014年11月1日に公表された。

## ベストプラクティス
保全戦略は資料の種類や機関によってさまざまだが、国内・国際的に認知された標準・実践に倣うことがデジタル保存活動にとっては極めて重要となる。最良ないし推奨される実践例は、既存の標準を組織が導入していく際に有用な戦略・手順をまとめることに役立つし、公式な標準が策定されていない領域では指針として機能する。
デジタル保存におけるベストプラクティスは進化し続けており、デジタルリポジトリで受け入れる前の時点あるいは受け入れる時点でコンテンツに関してなされるプロセスとともに、受入後の長期保存時になされるプロセスもそこには含まれるだろう。ベストプラクティスにはまた、アナログ資料をデジタル化するプロセスも含まれうるし、標準的な記述メタデータに加えて、特殊なメタデータ（たとえば技術・管理・権利メタデータなど）の作成に関するものも含まれうる。ボーンデジタルコンテンツの保存については、長期保存を促進する、あるいは、よりよいアクセス機会を提供するためのフォーマット変換作業が含まれる場合もありうる。
デジタル資料へのアクセス可能性を長期的に保証するために必要なソフトウェアツールすべてを開発する余裕など、どの機関にもない。そのため、共有ツールのリポジトリを維持管理する必要性が生じてきた。米国議会図書館は、Community Owned Digital Preservation Tool Registry がその役割を引き継ぐまで、何年にもわたりそうした活動を行ってきた。

### 音声の保存
デジタル形式の音声を保存するベストプラクティスやそのためのガイドラインにはさまざまなものがある。次に例示する。
- 国際音声・視聴覚アーカイブ協会（International Association of Sound and Audiovisual Archives（英語版）: IASA）による「デジタル音声オブジェクトの政策・保存に関するガイドライン」（2009年）では[98]、さまざまな音源資料から最適な音声信号を抽出するため、アナログからデジタルへ音声データを変換するための、そして音声保存用フォーマットに関する国際標準が定められている。
- 「デジタル保存のためにアナログ音声をキャプチャする：アナログ形式のディスクおよびテープを変換する際のベストプラクティスに関するラウンドテーブルの報告」（2006年）では[99]、アナログからデジタルへ音声をフォーマット変換する手順が定められており、また、デジタル保存のベストプラクティス推奨例が提示されていた。
- 共同プロジェクトであるCollaborative Digitization Program Digital Audio Working Groupによりまとめられた「デジタル音声のベストプラクティス」（2006年）では、ベストプラクティスが整理されており、また、既存のアナログコンテンツをデジタル化することと新しくデジタル音声資源を作成することの双方に関する手引きが示されていた[100]。
- サウンドディレクション プロジェクト[94]による「音の管理：音声保存のベストプラクティス」（2007年）は、音声保存のワークフローと推奨されるベストプラクティスをまとめており、他のプロジェクトや取り組みにおいて基本文献として参照されている[101][102]。
- IASA、欧州放送連合、米国議会図書館、デジタル図書館連盟でも関連文書が作成されている。

Audio Engineering Societyも保存用の音声コンテンツや技術メタデータの作成に関連したさまざまな標準やガイドラインを発行している。

### 動画像の保存
「動画像」という語には、アナログ形式のフィルムやビデオ、それらのボーンデジタル形式のもの（デジタルビデオ、デジタル映画、デジタルシネマなど）が含まれる。アナログのビデオテープやフィルムが旧式化するにつれ、デジタル化が重要な保存戦略となってきたが、多くのアーカイブズではフィルム素材の光化学的な保存が続けられている。
「デジタル保存」は視聴覚コレクションにとって二重の意味合いをもつ。アナログ形式のオリジナルはデジタル形式にフォーマット変換されることにより保存されるとともに、結果として作成されたデジタルファイルも保存される。また、ボーンデジタルコンテンツも収集されている。多くの場合、プロプライエタリなフォーマットのため、デジタル保存に問題が生じる。
現在のところ、アナログ動画像のデジタル保存用フォーマットとして広く受け入れられている標準的なものはない。「他の種類のデジタル記録のようには（例：画像の場合はPDF/AないしTIFFに変換）、長期保存のための “万能な” フォーマット標準がデジタルビデオについては存在しない」のは、デジタルビデオの複雑さに加え、アーカイブズ機関のニーズや能力がさまざまであるためだ。
米国議会図書館やニューヨーク大学などの図書館およびアーカイブズ機関では、動画像の保存に多大な労力が払われてきたが、ビデオを保存しようという全国的な動きはまだ具体化していない。視聴覚資料の保存には「単にモノを冷暗所に置いておく以上のことが必要となる」。動画像というメディアは投影され、再生され、表示されなければならない。ボーンデジタル資料も同様のアプローチが求められる。
以下は、アナログからデジタルへのフォーマット変換と、ボーンデジタルの視聴覚コンテンツを保存することに関する参考情報である。
- 米国議会図書館では、動画像を含むデジタルコンテンツの持続可能性に関する取り組みが継続してなされている[110]。
- 「デジタルジレンマ 2：独立系映画製作者、ドキュメンタリー映画製作者、非営利視聴覚アーカイブの見解」（2012年）[106]。非営利アーカイブズのセクションでは、デジタル形式への変換、メタデータ、ストレージに関する実践がレビューされている。ケーススタディも4つ紹介されている。
- 連邦機関デジタルガイドラインイニシアチブ (Federal Agencies Digitization Guidelines Initiative: FADGI) は、歴史的コンテンツをデジタル化する際の共通ガイドライン、手法、業務を整理するために、連邦政府機関により2007年に開始された共同事業である。その一環として、ふたつの作業部会で、静止画像と視聴覚に関する研究が進められた[111]。
- PrestoCener は、欧州の範囲内で、視聴覚コンテンツに関する一般的な情報およびアドバイスを提供している。そのオンライン上の図書館では、デジタル保存のコストやフォーマットに関する調査報告書類が公開されている[112]。
- 動画像アーキビスト協会 (Association of Moving Image Archivists（英語版）: AMIA) は、デジタルのものを含め、動画像保存のあらゆる側面に関する会議、シンポジウム、イベントを主催している。AMIA Tech Review誌には、アーキビストの視点から現在の考えや実践を反映した記事が掲載されている。同誌に掲載された「数千年単位のビデオ保存」では、動画保存の現状を支えるさまざまな戦略や考え方について詳説されている[113]。
- オーストラリア国立公文書館（英語版）では、国家規模のデジタル化計画にもとづいて作成されたデジタル化資料の技術要件を定めた保存デジタル化基準が策定されている。それには、映像・音声フォーマットや非視聴覚フォーマットに関するものが含まれる[114]。
- スミソニアン協会のアーカイブズは、電子記録の長期保存で使用されるファイルフォーマット（オープンかつ標準的で、プロプライエタリでなく、十分確立しているもの）についてのガイドラインを公表した。このガイドラインは、映像・音声フォーマット、その他の非視聴覚資料にも活用されている[30]。

#### コーデックおよびコンテナ
動画像をデコードするにはコーデックが必要となるため、コーデックの確認はデジタル保存にとって不可欠となる。AudioVisual Preservation Solutions社により公表された「動画像・音声アーカイブズのためのコーデック入門：コーデックの選択・管理に関する10箇条」では、「デジタルオブジェクトを保存する力に影響を及ぼすため」正しいコーデックを選択できるアーキビストの重要性が強調されている。したがって、「ボーンデジタルコンテンツを扱う場合、古いコンテンツをフォーマット変換する場合、アナログ資料を変換する場合のいずれにせよ」、コーデックの選定は重要なプロセスとなる。同報告書ではコーデックの選択・管理に関する10個の推奨事項が示されており、具体的には、採用、開示、透明性、外部依存性、ドキュメンテーションおよびメタデータ、事前計画、保守、旧式化の監視、オリジナルの維持管理、不要なトランスコードや再エンコードの回避である。アナログビデオのデジタル化とデジタルビデオの長期保存にどのような標準コーデックを用いるべきかということについて、アーカイブズのコミュニティではコンセンサスがまだえられておらず、デジタルオブジェクトに唯一の「正しい」コーデックが存在するわけでもない。それぞれのアーカイブズ機関が「保存戦略全体の一環として意思決定」をしていかなければならない。
動画像にはコンテナフォーマットないしラッパーも必要で、コーデックと同じように慎重に選択する必要がある。フィルムやビデオの再フォーマット化に関係する50以上の機関を対象として2010年に実施された国際調査によると、「保存用製品の主な選択は、AVI、Quick Time (後継は AVFoundation) 、MXF (Material Exchange Format) であった」。これらはコンテナのほんの一例にすぎない。米国国立公文書記録管理局は、AVI ファイルが VLC などの多くのオープンソースツールと互換性があるなどの理由から、AVIラッパーを標準のコンテナフォーマットとして選択した。
どのフォーマットが廃れるか、廃れないか、あるいは将来の標準になるかどうかということについては不確実であるため、あるひとつのコーデック、あるひとつのコンテナのみに傾注するのは困難だ。フォーマットの選択は、「最高の品質要件と長期的な持続可能性のどちらを保証するかというトレードオフの問題」とならざるをえないだろう。

#### コンテンツ作成者のための留意点
以下のステップを考慮することで、コンテンツ製作者とアーキビストは、動画像の長期的なアクセス保証と保存を実現することができるだろう。
- 可能であれば非圧縮のビデオを作成する。これによりサイズの大きいファイルを作成することになるが、品質は維持されるだろう。このアプローチではストレージについて考慮しないといけない[107][108][119]。
- 非圧縮化が無理な場合は、非可逆圧縮ではなく可逆圧縮とすること。その場合、圧縮されたデータは復元できる。非可逆圧縮ではデータが変更され、品質が落ちてしまう[107][108][119]。
- 高いビットレートを使用すること（これは画像の解像度とファイルサイズに影響を及ぼす）[107][119]。
- 技術メタデータおよび記述メタデータを用いること[107][119]。
- アーカイブズやデジタル保存のコミュニティで安定して広く使われているコンテナおよびコーデックを用いること[30][107][118][119]。

### 電子メールの保存
電子メールの保存には次のような理由から特有の課題が伴う。電子メールのクライアントソフトが多種多様であること、電子メールのメッセージに共通の構造がないこと、電子メール上ではしばしばセンシティブな情報がやり取りされること、個々の電子メールアカウントには仕事上のメッセージと私的なメッセージが混在している可能性があること、電子メールにはさまざまなフォーマットの添付ファイルが含まれている可能性があることなどである。また、電子メールのメッセージにはウイルスやスパムコンテンツが含まれていることもあるだろう。電子メールの送受信については標準化されているが、電子メールメッセージの長期保存に関する公式標準はない。
電子メールを保存するアプローチは、保存の目的によって異なりうる。企業および政府機関の場合、電子メール保存は、法令遵守の要件を満たすため、また、法的な情報開示請求に対応できるようにするためといった必要性に迫られて行われるものかもしれない（機関レベルでの電子メールアーカイブについては別記事あり：メールアーカイブ、電子メールアーカイビング）。研究図書館およびアーカイブズにおいては、ボーンデジタルのコレクションないしハイブリッドな形態のコレクションのなかに電子メールが含まれる可能性があるわけで、歴史・文化的記録の一部としてそれらの長期利用を保証することが目標となる。
電子メール保存を目的としたツールや手法がこれまでにもさまざまな保存戦略にもとづき開発されてきた。電子メールをXMLフォーマットに正規化する、電子メールを新しいバージョンのソフトウェアへマイグレーションする作業を行う、電子メール環境をエミュレートするなどで、次のような複数のプロジェクトが挙げられる。Memories Using Email (MUSE)、Collaborative Electronic Records Project (CERP)、E-Mail Collection And Preservation (EMCAP)、PeDALS Email Extractor Software (PeDALS)、XML Electronic Normalizing of Archives tool (XENA)。
電子メール保存のベストプラクティスおよびガイドラインについては次のような情報源で確認できる。
- Curating E-Mails: A Life-cycle Approach to the Management and Preservation of E-mail Messages (2006年) [122]
- Technology Watch Report 11-01: Preserving Email (2011年) [121]
- Best Practices: Email Archiving [123]

### ビデオゲームの保存
2007年、欧州連合（EU）の研究・技術開発フレームワークプログラム7の一環である Keep (Keeping Emulation Environments Portable) プロジェクトでは、もとの文脈でデジタル形式のソフトウェアオブジェクトを利用可能な状態に保つためのツールおよび手法が開発された。ビデオゲームのようなソフトウェアオブジェクトは、デジタル技術が旧式化し、必要となる旧式のハードウェアないしOSソフトウェアが入手できなくなることから、失われてしまう可能性がある。ソースコードは往々にして入手できなくなるため、エミュレーションが唯一の保存手段となるかもしれない。KEEPプロジェクトでは、そうしたエミュレータの作成を支援するエミュレーションフレームワークが提供された。
MAMEというコミュニティプロジェクトでは、未来のアーカイブのために、アーケートゲームやコンソールゲームなど、あらゆる歴史的なコンピュータゲームをハードウェアレベルでエミュレートすることが目指されている。
2012年1月、JISC（現Jisc）の助成を受けたPOCOSプロジェクトは、ゲーム環境およびバーチャル環境の保存に関するワークショップを開催した。

### パーソナルアーカイビング
自宅で自身のコレクションを管理するために、消費者やアーティストが自らやれることはたくさんある。
- ソフトウェア保存協会 (The Software Preservation Society) はコンピュータ愛好家のグループで、古いソフトウェアディスク（主にゲーム）を探し出し、将来のために、保存可能なフォーマットでディスクのスナップショットをとることに重点を置いている。
- 米国の歴史・芸術的作品保存協会 (American Institute for Conservation of Historic and Artistic Works) のウェブページ「リソースセンター：あなたの宝物を保護する」では、アーティストや一般個人らが自身の作品を保護・保存する際のシンプルな戦略が解説されている[126]。

米国議会図書館では、デジタル保存に取り組む個人向けに、ソーシャルメディアや電子メールを保存する際に役立つような関連プログラムやガイドラインのリストが提供されている。CDの保護のような、フォーマット関連の一般的な手引きも示されている。リストに含まれていたプログラムには次のようなものがある。
- HTTrack：インターネット上からローカルディレクトリにウェブサイトをダウンロードするために用いるソフトウェアツールで、再帰的にディレクトリ構造を構築し、サーバ上にあるHTML、画像、その他のファイルを取得する。
- Muse (Memories Using Email) ：スタンフォード大学が開発したプログラムで、電子メールアーカイブを長期にわたり利用できるようにすることで利用者が記憶を蘇らせるのを支援しようとした[128]。後継はePADD。

### 科学研究
「包括的かつオープンなアーカイブズがないことにより、2020〜2019年の間にウェブから消失したオープンアクセスの学術ジャーナルが176誌あり、それらは主要な学問分野すべて、かつあらゆる地域で確認できる」ことが2020年にプレプリントの形式で報告された。また、2019年には、DOAJ（オープンアクセス学術誌要覧）に掲載されている14,068誌のうち、コンテンツの長期保存を保証しているのは約三分の一しかないことも報告されている 。科学研究の成果の一部は学術ジャーナルのウェブサイトではなく、GitLabのようなソースコードリポジトリなど、その他の場所で管理されている。インターネットアーカイブは、すべてではないが、失われた学術出版物の多くをアーカイブし、ウェブ上で利用できるようにしている。インターネットアーカイブの分析によれば、「1945年以降のオープンアクセス論文の18%に当たる300万件強が、出版社自体は別として、インターネットアーカイブや他の保存機関でアーカイブされていないことになる」という。Sci-Hubは、現行著作権法の枠外で学術的なアーカイビング活動を行っており、オープンアクセスライセンスでない学術著作物へのアクセス機会を提供している。

### デジタル建築の保存
「歴史的建造物の3Dモデルを作成するには多大な労力を必要とする」。近年の技術進歩により、バーチャル空間上で3Dレンダリングされた建造物を開発することができるようになった。従来、ビデオゲームに登場する建造物はコンピュータプログラムを使ってレンダリングする必要があり、多くのゲームスタジオが非常に詳細なレンダリング作業を行ってきた（ゲーム「アサシンクリード」を参照）。しかし大半の保存専門家は高度なプログラミングスキルをもつプロ集団ではないため、大学では、3Dレーザースキャンによる手法の開発が進められてきた。2009年には国立台湾科技大学がそうした手法で研究に取り組んでいた。彼らの目標は、「デジタル保存のニーズを満たせるように、歴史的建造物......である邸宅の3Dコンピュータモデルを建造されているとおりに構築すること」であった。結果は大成功を収めており、10kg（22ポンド）ものかさばるカメラでその邸宅を撮影したのち、スキャナで詳細が再現できなかった部分をわずかに修正するだけで済んだという。より近年では2018年にドイツのカルフにおいて、レーザースキャニングとフォトグラメトリによりデータが収集され、歴史的な聖ペテロ・パウロ教会のスキャニング作業が行われている。

## 教育
米国議会図書館の取り組みの一環として、デジタル保存アウトリーチ・教育（Digital Preservation Outreach and Education: DPOE）プログラムが実施されおり（後続は Digital Preservation Outreach & Education Network）、これは、文化遺産機関のインストラクターやコレクション管理担当者の協力ネットワークを介して、デジタルコンテンツの保存を推進する役割を担うものである。米国議会図書館のスタッフ、全米トレーナーネットワーク、DPOE運営委員会などで構成され、2013年時点でDPOEは全米6地域に24名のトレーナーを擁していた。2010年、DPOEは評価作業を実施し、全米のアーキビスト、図書館員、その他の情報専門職への働きかけを行った。次いで、DPOEのインストラクターからなる作業部会では、評価作業の結果や他の研修プログラム（例：LYRASIS、Educopia Institute、MetaArchive Cooperative、ノースカロライナ大学のDigCCurr、コーネル大学とICPSRによる Digital Preservation Management Workshops）で設計された類似のデジタル保存カリキュラムにもとづいて、新たなカリキュラムが開発されている。結果としてえられた原則は、米国情報標準化機構(NISO) による「デジタルコレクションの構築ガイドラインフレームワーク」で示された原則にもとづいて策定されている。
欧州では、ベルリンのフンボルト大学、キングスカレッジロンドンがデジタルヒューマニティーズと長期的なキュレーションに必要な技術の両方に重点を置いたデジタルキュレーションに関する共同プログラムを提供している。グラスゴー大学のHATII (Humanities Advanced Technology and Information Institute) では、情報管理・保存（デジタル）の修士課程が2005年から開講され、この領域における先駆的なプログラムであった（後継のコースは Digital Media & Information Studies）。

## 各種の取り組み例

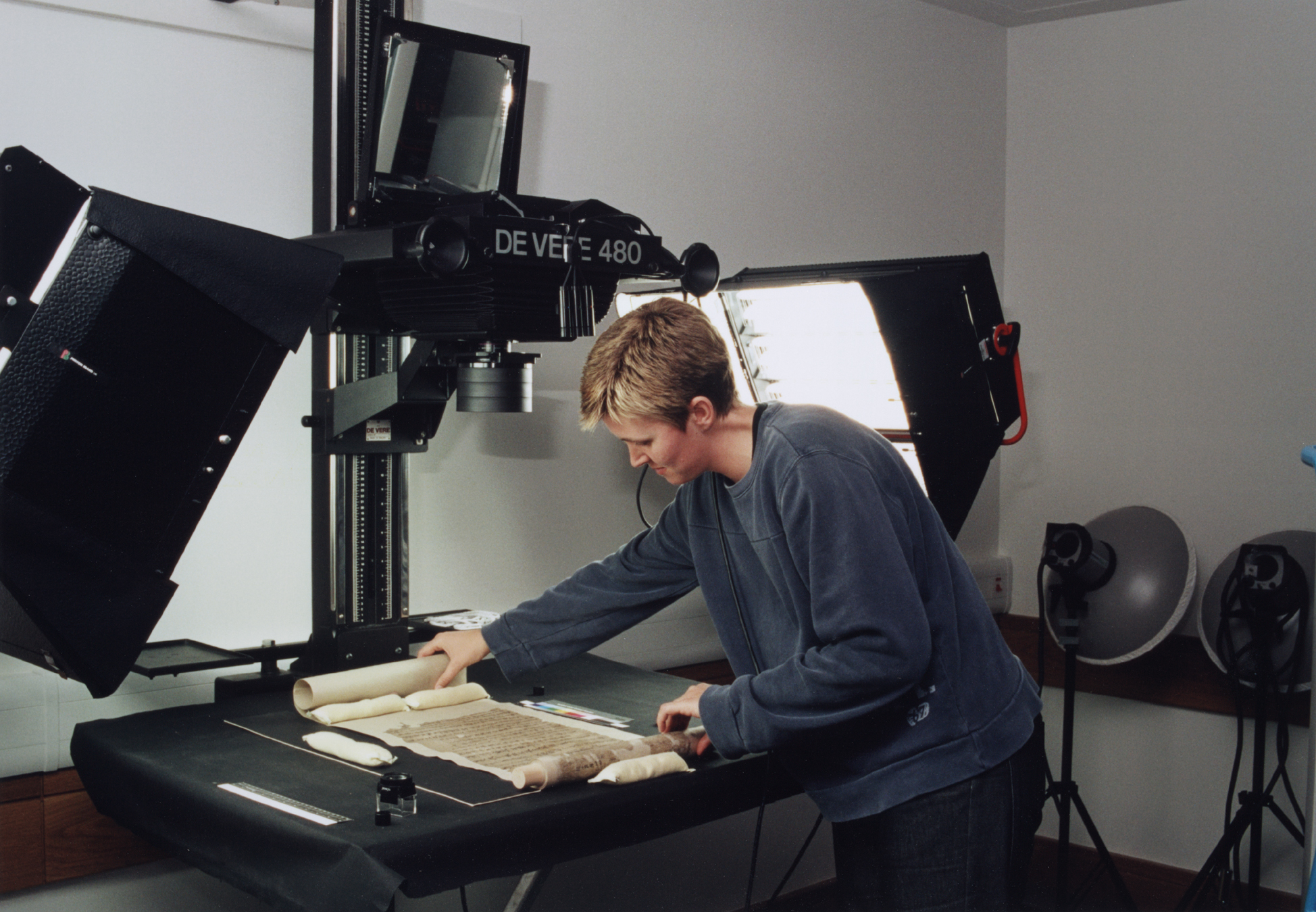
国際敦煌プロジェクトのために英国図書館で敦煌文献をデジタル化する様子

- 米国議会図書館は国家デジタル管理連盟（National Digital Stewardship Alliance: NDSA）を設立した。NDSAは現在、デジタル図書館連盟（Digital Library Federation（英語版）: DLF）のもとに置かれている。
- 英国図書館は、デジタル保存分野でいくつかのプログラムを実施しており、DLFやオープン保存財団の創設メンバーでもある。英国国立公文書館 もまたデジタル保存分野におけるさまざまな取り組みを先駆的に展開している。
- インド政府の電子情報技術省が後援する国家デジタル保存プログラム（National Digital Preservation Program（英語版））の主要プロジェクトとして、インドのプネーにある高性能コンピュータ技術開発センター (Centre for Development of Advanced Computing（英語版）: C-DAC) にデジタル保存センターが設立された。

Archivematica、DSpace、Fedora Commons、OPUS、SobekCM、EPrintsなど、デジタル保存を支援するオープンソースツールも多数開発されてきた。企業からも、Ex Libris社のRosetta、Preservica社の各種製品・サービス、OCLCのCONTENTdm、Digital Commons、Equella、intraLibrary、Open Repository、Vitalなどのデジタル保存ソフトウェアが提供されている。

## 大規模な取り組み
多くの研究図書館およびアーカイブズが大規模なデジタル保存事業に取り組み始めた、あるいは取り組み始めようとしている。主な担い手は文化機関、Google や Microsoft などの営利企業、Open Content Alliance、Million Book Project、HathiTrust などの非営利団体である。こうした団体の主な動機は、学術資源へのアクセス機会を拡大させることにある。
米国の大学コンソーシアムである Committee on Institutional Cooperation（後継は Big Ten Academic Alliance）含め、約30の文化機関が Google ないし Microsoft のいずれかとデジタル化に関する協定を結んできた。そうした文化機関のなかには、Open Content Alliance や Million Book Project に参加しているところもある。図書館のなかには、ひとつの事業にしか参加していないところもあれば、複数の事業に参加することにより多角的なデジタル化戦略をとっているところもある。図書館が大規模なデジタル保存に取り組む主な理由は、アクセス、保存、研究開発の3点である。デジタル保存によって、将来世代が図書館資料へアクセスできるように保証することが期待されている。図書館には、資料の永続的なアクセスを約束する責任、デジタル資料をアーカイブする責務がある。図書館では、絶版や劣化、紛失や破損に備え、デジタル化されたコピーを作品のバックアップとして利用することが計画されている。

### 北極圏世界アーカイブ
北極圏世界アーカイブとは、オープンソースコードを含め、複数国の歴史・文化的なデータを保存するための施設である。